# Maçarico-bique-bique

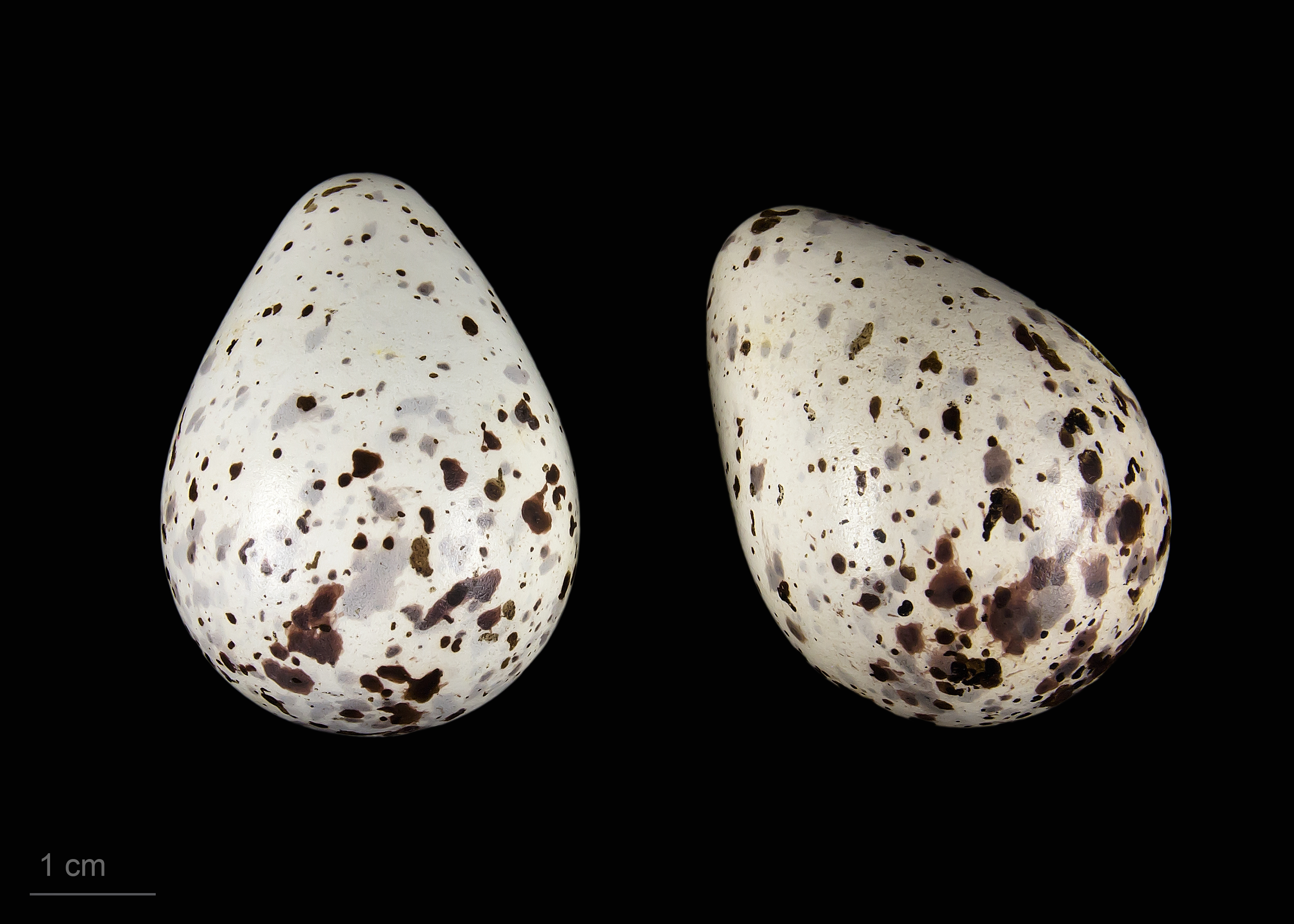
Ovos de maçarico-bique-bique - MHNT.

O maçarico-bique-bique (Tringa ochropus) é uma ave da família Scolopacidae.
É uma espécie com 21–24 cm de comprimento, bastante semelhante ao maçarico-bastardo, do qual se distingue pela plumagem mais escura e pela vocalização diferente.
Nidifica no norte da Europa e ocorre em Portugal como migrador de passagem e invernante. Frequenta zonas ribeirinhas de água doce ou salobra.

## Subespécies
A espécie é monotípica (não são reconhecidas subespécies).